# Брылинский, Юрий Богданович
Юрий Богданович Брылинский (укр. Брилинський Юрій Богданович, 25 марта 1942, пгт Борыня — 8 июля 2023, Львов) — советский и украинский театральный деятель, актёр, Народный артист Украины (2019).

## Биография
Родился Юрий Богданович Брылинский 25 марта 1942 года в посёлке городского типа Борыня, на тот момент оккупированная немецко-фашистскими захватчиками территория Советского Союза. С 1943 года проживал в селах Улашковцы Чертковского, Горишняя Слободка Монастырского, Шульгановка и Ягильница Чертковского районов Тернопольской области. После окончания обучения в Ягильницкой средней общеобразовательной школы стал работать в местном колхозе.
В 1960 году поступил на обучение во Львовский национальный университет имени Ивана Франко, на филологический факультет, который окончил в 1964 году.
С 1963 года работал актёром в Украинском драматическом театре имени Марии Заньковецкой, где сыграл более 120 ролей. С театром актёр гастролировал по всему СССР, выступал в Польше, Чехии, Словакии, Канаде.
В 2019 году был удостоен почётного звания Народный артист Украины.
Юрий Брылинский проживал во Львове. Скончался 8 июля 2023 года.

## Награды и премии
- Народный артист Украины — 2019,
- Заслуженный артист Украины — 1992.

## Фильмография
- 1974 — кф «Марина» (эпизод);
- 1978 — кф «Под созвездием Близнецов» (дядя Юра, охранник);
- 1979 — фильм-спектакль «Хозяин» (Демьян);
- 1985 — кф «Легенда о бессмертии» (толстый жандарм);
- 1995 — кф «Иисус, сын Бога живого» (Акила);
- 1997 — кф «Роксолана 1. Пленница султана» (Драпан);
- 1998 — кф «Роксолана 2. Любимая жена Халифа» (Драпан);
- 2004 — кф «Железная сотня» (эпизод);
- 2008 — кф «Владыка Андрей» (эпизод).